# Castiarina decipiens
Castiarina decipiens es una especie de escarabajo del género Castiarina, familia Buprestidae. Fue descrita científicamente por Westwood en 1837.